# Evangeliario di Saint-Riquier
L'Evangeliario di Saint-Riquier è un manoscritto miniato contenente i Vangeli appartenente un tempo all'abbazia di Saint-Riquier. Scritto in lettere d'oro su pergamena tinta di porpora, è rappresentativo dello stile della corte di Carlo Magno, agli esordi della miniatura carolingia. È attualmente conservato presso la biblioteca pubblica di Abbeville (Ms.4).

## Storia
Fu senza dubbio realizzato dallo scriptorium della corte di Carlo Magno tra gli anni 790 e 800, ed appartiene all'insieme di manoscritti definito "Gruppo Ada". Si può datare più precisamente a dopo il 794, data in cui la corte si installò ad Aquisgrana. Sarebbe stato donato dallo stesso Carlo Magno all'abate Angilberto di Saint-Riquier, suo fedele amico e collaboratore.
Il manoscritto rimase nell'abbazia fino alla dissoluzione di questa al tempo della Rivoluzione, quando venne inviato ad Abbeville col resto della biblioteca abbaziale. Nella stessa città è oggi conservato nella biblioteca municipale.

## Descrizione
L'opera è scritta a lettere d'oro su pergamena tinta di porpora, secondo uno stile comune ad altri manoscritti imperiali dell'epoca. Soltanto una dozzina di fogli alla fine del libro sono trascritti su pergamena bianca, corrispondenti alle pericopi (f.189v-198r). Le scritture utilizzate sono, oltre la capitale, e la capitale libraria, l'onciale e la minuscola carolina arcaica.
Le miniature sono simili a quelle presenti in altri manoscritti della scuola di Carlo Magno. Notevoli sono quattro miniature a tutta pagina rappresentanti i ritratti dei Quattro evangelisti.

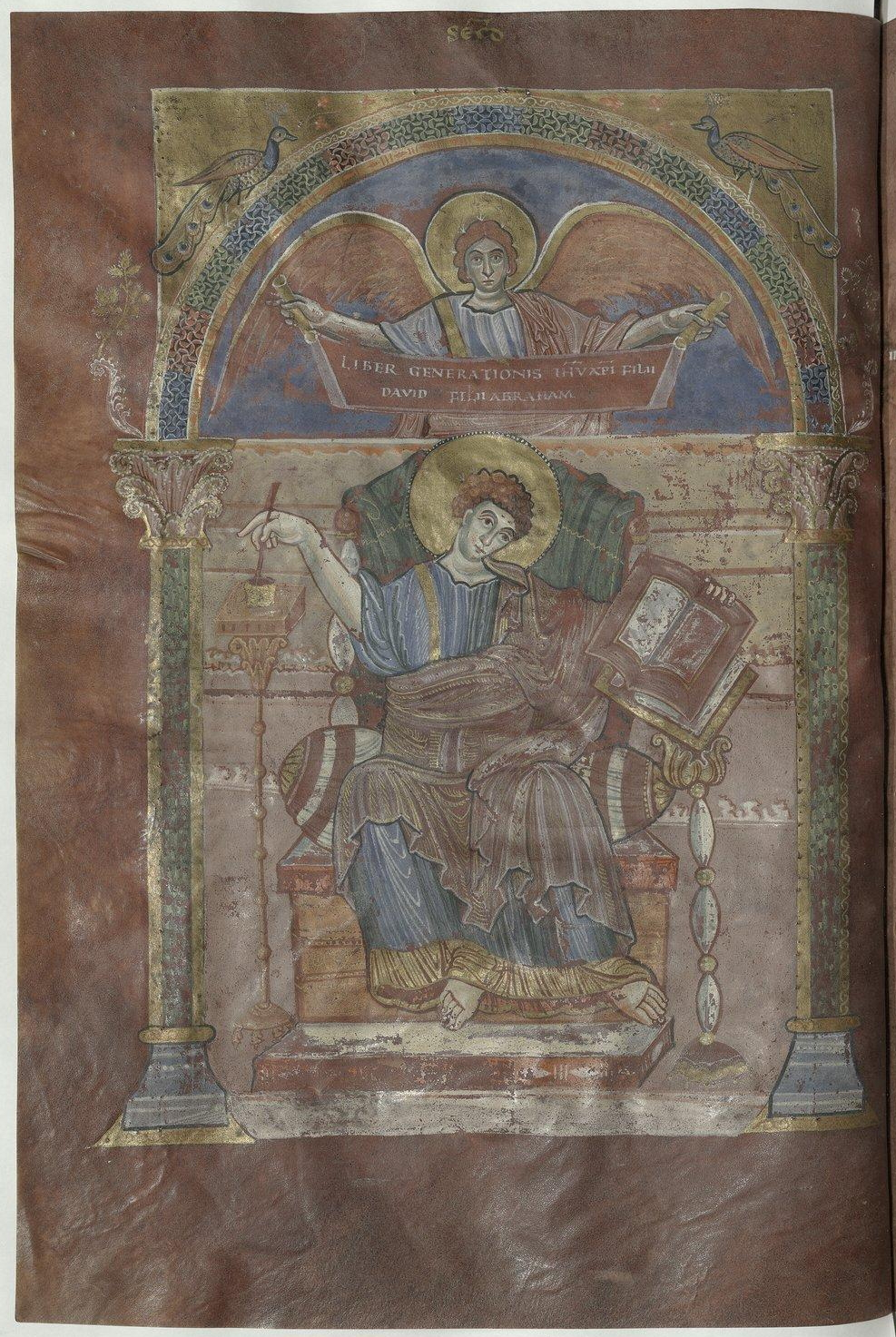
San Matteo, f17v
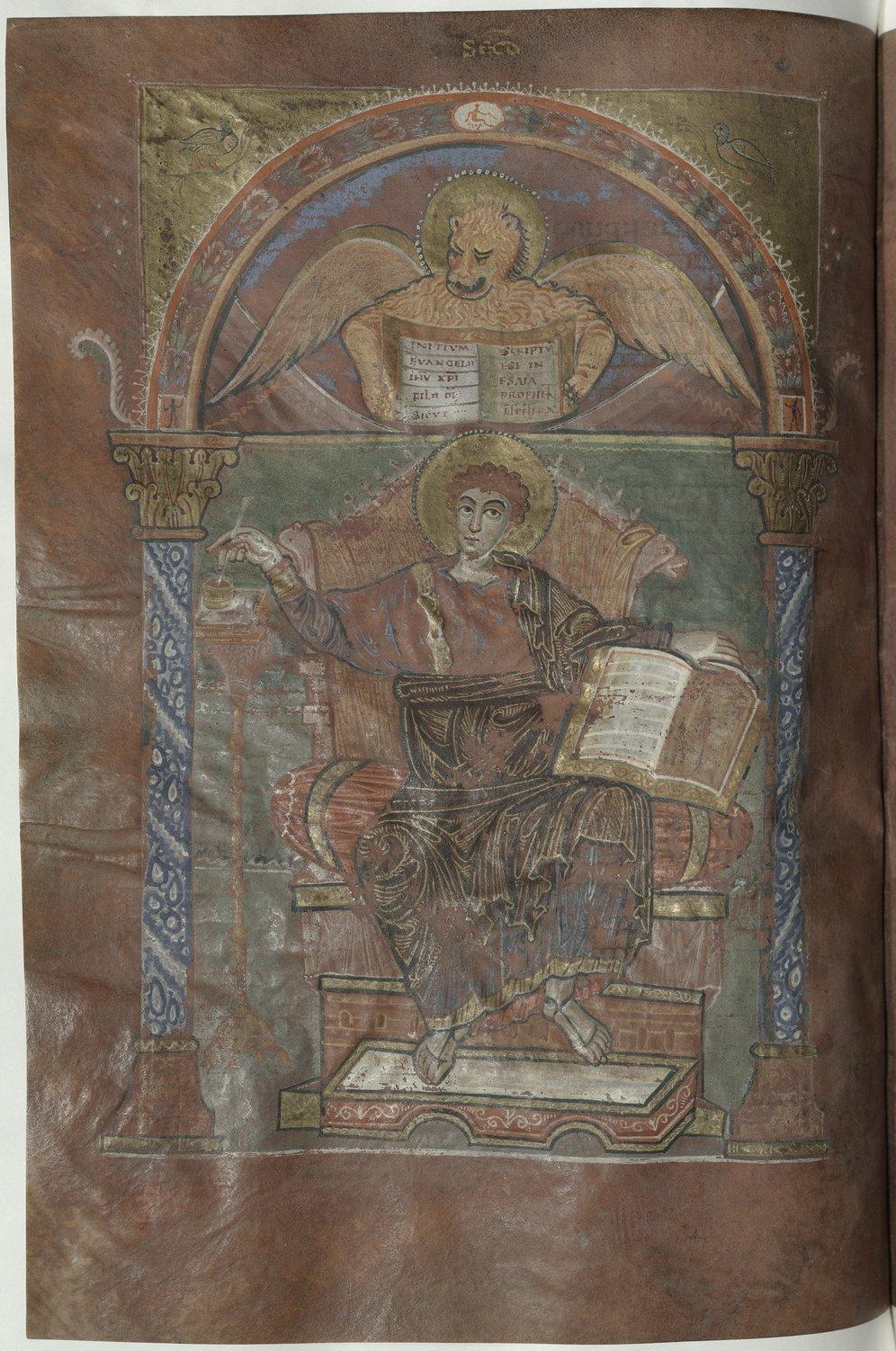
San Marco, f66v
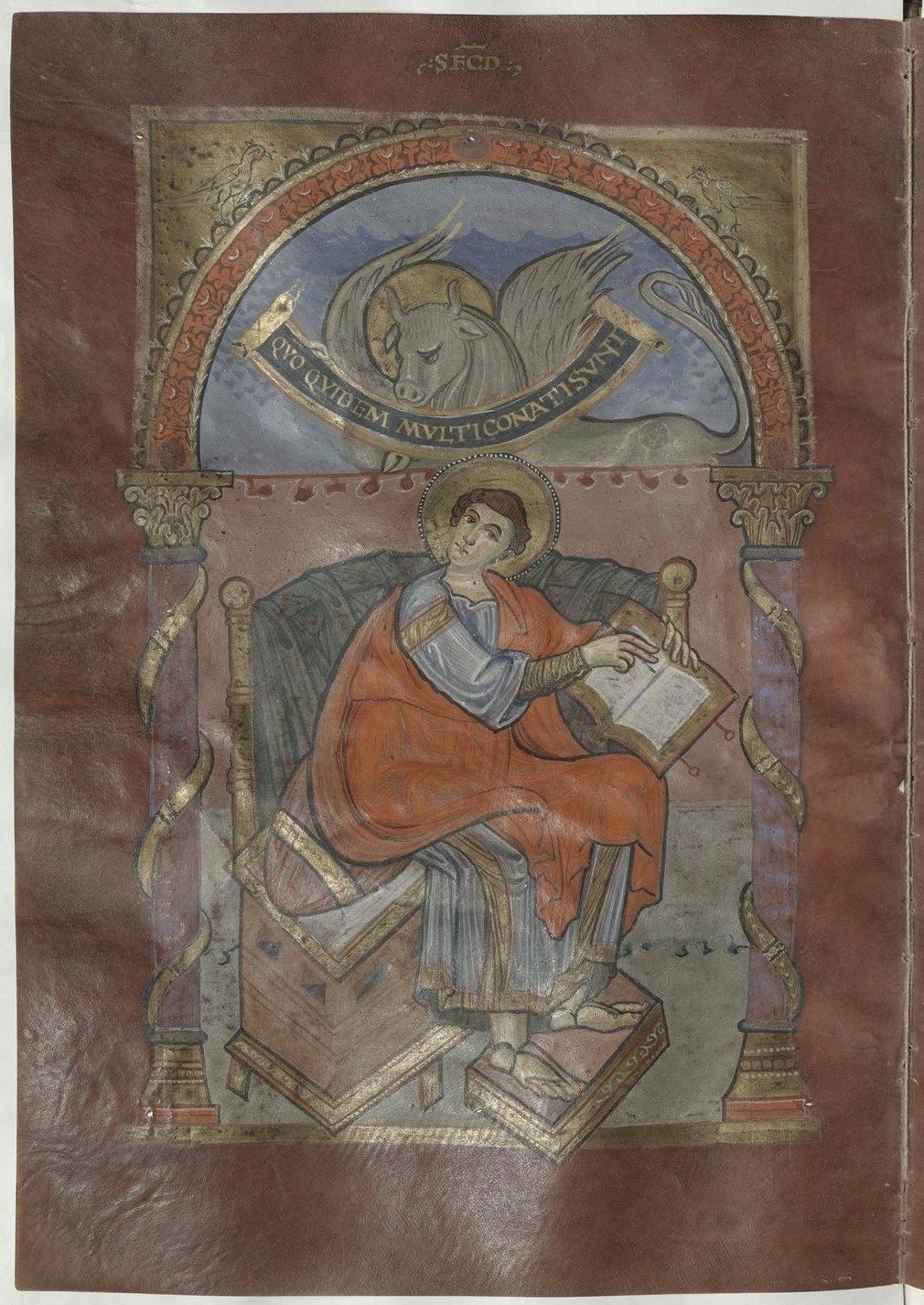
San Luca, f101v
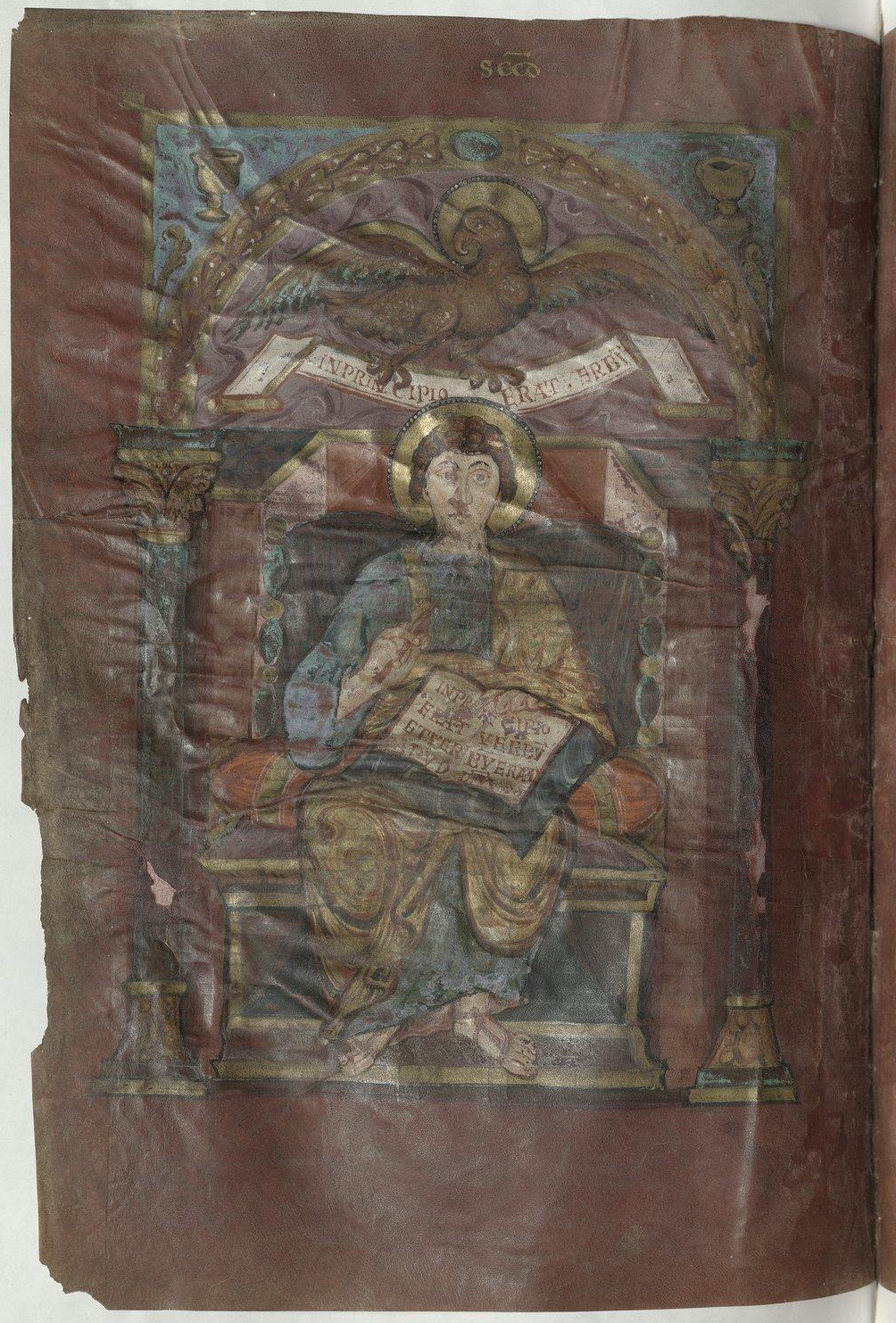
San Giovanni, f153v